# PKOバンク・ポルスキ
PKOバンク・ポルスキ（PKOポーランド銀行、ポーランド語: Powszechna Kasa Oszczędności Bank Polski S.A., PKO Bank Polski S.A., 通称PKO BP）は、ポーランド・ワルシャワに本拠を置く、同国最大手の銀行。ワルシャワ証券取引所上場企業（WSE: PKO）。

## 沿革
1919年2月、ポーランド第二共和国初代元首のユゼフ・ピウスツキにより設立された国営のPocztowa Kasa Oszczędności（郵便貯金銀行の意）が起源となる。ワルシャワの本店に加え、ポズナニを皮切りに、クラクフ、カトヴィツェなど各地に支店が開設され、ポーランド・マルカに代わるズウォティの普及に大きな役割を果たしたが、第二次世界大戦の勃発と共に銀行はナチス・ドイツの管理下に置かれ、大きな損失と停滞を被った。終戦後の再出発を経て1950年1月、Powszechna Kasa Oszczędności（総合貯蓄銀行の意）に組織変更がなされ、1975年から1987年まではポーランド国立銀行の組織下に置かれた。1987年11月、ポーランド共産党政権が最後に実施した経済改革の一環として再び独立の銀行となり、2000年に現在の銀行名に変更、2004年にワルシャワ証券取引所に株式を公開した。2004年以降、ウクライナ・リヴィウに拠点を置く大手銀行Кредобанкの株式を買収し子会社化、2013年、ノルデア銀行のポーランド事業を買収・吸収合併した。現在のポーランド政府の株式保有比率は約3割となっている。
現在の銀行名となって以降は、ポーランドの銀行最大手として、2000年にインターネットバンキングをポーランドで最初に導入、クレディ・スイスとの合弁によるPKO Towarzystwo Funduszy Inwestycyjnych S.A.（投資ファンドカンパニー）の設立、2012年にモバイル決済システムを導入し、翌年同システムをポーランドの他大手銀行と共同利用可能な形態へと進化させ、2014年6月にInteligo Financial Services S.A.を合併しITおよびセキュリティ部門の強化を実施、他に世界初の子供向けインターネットバンキングサービスであるPKO Juniorの開設や、ブロックチェーン企業との提携発表など、新しいサービスの提供やイノベーションに積極的に取り組んでいる。2018年9月、みずほ銀行と日系企業の支援に関わる業務協力覚書を締結した。